# Marjorie
Marjorie oder Marjory ist ein weiblicher Vorname.

## Herkunft und Bedeutung
Marjorie ist eine englische Ableitung von Margarete, das wiederum „die Perle“ bedeutet. Eine weitere Form im englischen Sprachraum ist Marjory.

## Namensträgerinnen
- Marjorie, Countess of Carrick (vor 1256–1292), Gräfin von Carrick und Mutter des schottischen Königs Robert I.
- Marjory, 5. Countess of Buchan (13. Jahrhundert), schottische Adelige
- Marjory Allen (1897–1976), englische Landschaftsarchitektin und
- Marjorie Barrett (1889–1968), englische Badmintonspielerin
- Marjorie Bennett (1896–1982), australische Schauspielerin
- Marjorie Boulton (1924–2017), britische Literaturwissenschaftlerin und Schriftstellerin
- Marjorie Bowen (1885–1952), britische Schriftstellerin
- Marjorie Bruce (* um 1296; † 1316 oder um 1317), schottische Adlige
- Marjorie Chau (* 1979), chilenische Medienkünstlerin, Lichtkünstlerin, Choreographin, Kostümbildnerin, Schauspielerin und Performerin
- Marjorie Chibnall (1914–2012), britische Historikerin
- Marjorie Cottle (1900–1987), englische Werksrennfahrerin im Motorrad-Geländesport
- Marjorie Courtenay-Latimer (1907–2004), südafrikanische Amateurbiologin und langjährige Museumsleiterin
- Marjorie Eaton (1901–1986), US-amerikanische Schauspielerin, Künstlerin und Architektin
- Marjorie Eccles (1910–2007), britische Autorennfahrerin
- Marjorie Estiano (* 1982), brasilianische Schauspielerin und Sängerin
- Marjorie Finlay (1928–2003), US-amerikanische Opernsängerin und TV-Persönlichkeit
- Marjorie Fiske (1914–1992), US-amerikanische Professorin der Sozialpsychologie
- Marjorie Fowler (1920–2003), US-amerikanische Filmeditorin
- Marjory Gordon (?–2015), US-amerikanische Pflegekundlerin
- Marjorie Grene (1910–2009), US-amerikanische Philosophin
- Marjorie Henderson (* um 1910), englische Badmintonspielerin
- Marjorie G. Horning (1917–2020), US-amerikanische Biochemikerin und Pharmakologin
- Marjorie Hyams (1920–2012), US-amerikanische Vibraphonistin, Pianistin und Arrangeurin des Modern Jazz
- Marjorie Jackson-Nelson (* 1931), australische Leichtathletin und Gouverneurin
- Marjorie Kinnan Rawlings (1896–1953), US-amerikanische Schriftstellerin
- Marjorie Lajoie (* 2000), kanadische Eiskunstläuferin
- Marjorie Lawrence (1907–1979), australische Opernsängerin in der Stimmlage Sopran
- Marjorie Lee (* ≈1920), US-amerikanische Sängerin
- Marjorie Lord (1918–2015), US-amerikanische Schauspielerin
- Marjorie Main (1890–1975), US-amerikanische Schauspielerin
- Marjorie Margolies-Mezvinsky (* 1942), US-amerikanische Professorin, Frauenrechtlerin und Politikerin
- Marjorie Matthews (1916–1986), erste Bischöfin der evangelisch-methodistischen Kirche
- Marjorie McClelland (1913–1978), US-amerikanische Kinderpsychologin und Judenretterin
- Marjorie Merriweather Post (1887–1973), US-amerikanische Unternehmerin und Kunstsammlerin
- Marjorie Merryman (* 1951), US-amerikanische Komponistin und Musikpädagogin
- Marjorie Monaghan (* 1964), US-amerikanische Schauspielerin
- Marjorie Perloff (1931–2024), österreichisch-amerikanische Literaturwissenschaftlerin
- Marjorie Rambeau (1889–1970), US-amerikanische Film- und Theaterschauspielerin
- Marjorie Reynolds (1917–1997), US-amerikanische Schauspielerin
- Marjorie Rhodes (1897–1979), britische Schauspielerin
- Marjory Russell (1929–2015), schottische Badmintonspielerin
- Marjorie von Schottland († 1244), schottische Königstochter, Countess of Pembroke
- Marjory Shedd (1926–2008), kanadische Badmintonspielerin
- Marjorie Simpson (1924–2003), australische Architektin
- Marjory Stephenson (1885–1948), britische Biochemikerin
- Marjorie Stinson (1895–1975), US-amerikanische Flugpionierin
- Marjory Stoneman Douglas (1890–1998), US-amerikanische Journalistin, Autorin, Verfechterin des Frauenwahlrechts und Naturschützerin
- Marjorie Tallchief (1926–2021), US-amerikanische Ballerina der Osage-Indianer
- Marjorie Taylor Greene (* 1974), US-amerikanische Politikerin und Unternehmerin
- Marjorie Walker (1906–1992), US-amerikanische Künstlerin (Landschaftsmalerei) und Kunstlehrerin
- Marjory Wardrop (1869–1909), britische Übersetzerin aus dem Georgischen ins Englische
- Marjorie Weinman Sharmat (1928–2019), US-amerikanische Kinderbuchautorin
- Marjorie Westbury (1905–1989), britische Schauspielerin, Hörspielsprecherin und Sängerin

## Fiktive Figuren
- Marjorie, die Allwissende Müllhalde, aus Die Fraggles
- Marge Simpson, die Mutter aus der Zeichentrickfamilie Die Simpsons
- Dame Marjorie „Maude“ Chardem aus Harold und Maude

## Sonstiges
- (4064) Marjorie, ein Asteroid des Hauptgürtels